# Крістіан Блунк
Крістіан Блунк (нім. Christian Blunck, 28 червня 1968) — німецький хокеїст на траві.
Олімпійський чемпіон 1992 року, учасник 1996 року.